# Сан-Джорджіо (гора)
45°55′ пн. ш. 8°57′ сх. д. / 45.917° пн. ш. 8.950° сх. д.
Гора Сан-Джорджіо (італ. Monte San Giorgio) — вкрита лісом гора висотою 1 096 м над рівнем моря на півдні кантону Тічино в Швейцарії. Гора та територія навколо неї була проголошена об'єктом Світової спадщини в 2003 році через знайдені тут «найвідоміші залишки морського життя Тріасового періоду, як і залишки наземного життя».